# Tour de Pologne 2014 – 6. etap
6. etap kolarskiego wyścigu Tour de Pologne 2014 odbył się 8 sierpnia. Start etapu miał miejsce przy Termie Bukowina Tatrzańska, zaś meta w Bukowinie Tatrzańskiej. Etap liczył 174 kilometry.

## Premie
Na 6. etapie były następujące premie:
| Rodzaj | Rodzaj                            | Miejscowość     | Kilometry (od startu) | Kilometry (do mety) |
| ------ | --------------------------------- | --------------- | --------------------- | ------------------- |
|        | Specjalna                         | Zakopane        | 12,8 km               | 161,2 km            |
|        | Specjalna                         | Zakopane        | 18,1 km               | 155,9 km            |
|        | Górska (I kat.)                   | Ząb             | 31,9 km               | 142,1 km            |
|        | Górska (I kat.)                   | Ściana Bukowina | 46,2 km               | 127,8 km            |
|        | Górska (I kat.)                   | Ząb             | 70,3 km               | 103,7 km            |
|        | Górska (I kat.)                   | Ściana Bukowina | 84,6 km               | 89,4 km             |
|        | Górska (I kat.)                   | Ząb             | 108,7 km              | 65,3 km             |
|        | Górska (I kat.)                   | Ściana Bukowina | 123,0 km              | 51,0 km             |
|        | Górska (I kat.)                   | Ząb             | 147,1 km              | 22,9 km             |
|        | Górska (I kat.) im. J. Halupczoka | Ściana Bukowina | 161,4 km              | 12,6 km             |

### Wyniki
| Specjalna – Zakopane |                  |        |        |
| Miejsce              | Zawodnik         | Zespół | Punkty |
| 1.                   | Salvatore Puccio | SKY    | 1      |

| Specjalna – Zakopane |               |        |        |
| Miejsce              | Zawodnik      | Zespół | Punkty |
| 1.                   | Paweł Cieślik | POL    | 1      |

| Górska – Ząb |                   |        |        |
| Miejsce      | Zawodnik          | Zespół | Punkty |
| 1.           | Maciej Paterski   | CCC    | 10     |
| 2.           | Christian Meier   | OGE    | 7      |
| 3.           | Damiano Caruso    | CAN    | 5      |
| 4.           | Alexis Vuillermoz | ALM    | 3      |
| 5.           | Davide Formolo    | CAN    | 2      |

| Górska – Ściana Bukowina |                   |        |        |
| Miejsce                  | Zawodnik          | Zespół | Punkty |
| 1.                       | Maciej Paterski   | CCC    | 10     |
| 2.                       | Siergiej Łagutin  | RVL    | 7      |
| 3.                       | Christian Meier   | OGE    | 5      |
| 4.                       | Alexis Vuillermoz | ALM    | 3      |
| 5.                       | Damiano Caruso    | CAN    | 2      |

| Górska – Ząb |                     |        |        |
| Miejsce      | Zawodnik            | Zespół | Punkty |
| 1.           | Maciej Paterski     | CCC    | 10     |
| 2.           | Christian Meier     | OGE    | 7      |
| 3.           | Johannes Fröhlinger | GIA    | 5      |
| 4.           | Davide Malacarne    | EUC    | 3      |
| 5.           | Siergiej Czerniecki | KAT    | 2      |

| Górska – Ściana Bukowina |                   |        |        |
| Miejsce                  | Zawodnik          | Zespół | Punkty |
| 1.                       | Maciej Paterski   | CCC    | 10     |
| 2.                       | Christian Meier   | OGE    | 7      |
| 3.                       | Davide Malacarne  | EUC    | 5      |
| 4.                       | Alexis Vuillermoz | ALM    | 3      |
| 5.                       | Damiano Caruso    | CAN    | 2      |

| Górska – Ząb |                     |        |        |
| Miejsce      | Zawodnik            | Zespół | Punkty |
| 1.           | Maciej Paterski     | CCC    | 10     |
| 2.           | Siergiej Łagutin    | RVL    | 7      |
| 3.           | Christian Meier     | OGE    | 5      |
| 4.           | Johannes Fröhlinger | GIA    | 3      |
| 5.           | Davide Malacarne    | EUC    | 2      |

| Górska – Ściana Bukowina |                   |        |        |
| Miejsce                  | Zawodnik          | Zespół | Punkty |
| 1.                       | Siergiej Łagutin  | RVL    | 10     |
| 2.                       | Maciej Paterski   | CCC    | 7      |
| 3.                       | Christian Meier   | OGE    | 5      |
| 4.                       | Davide Malacarne  | EUC    | 3      |
| 5.                       | Alexis Vuillermoz | ALM    | 2      |

| Górska – Ząb |                   |        |        |
| Miejsce      | Zawodnik          | Zespół | Punkty |
| 1.           | Christian Meier   | OGE    | 10     |
| 2.           | Alexis Vuillermoz | ALM    | 7      |
| 3.           | Damiano Caruso    | CAN    | 5      |
| 4.           | Maciej Paterski   | CCC    | 3      |
| 5.           | Paweł Poljański   | TTS    | 2      |

| Górska – Ściana Bukowina (im. J. Halupczoka) |                      |        |        |
| Miejsce                                      | Zawodnik             | Zespół | Punkty |
| 1.                                           | Lars Petter Nordhaug | BEL    | 20     |
| 2.                                           | Warren Barguil       | GIA    | 14     |
| 3.                                           | Wout Poels           | OPQ    | 10     |
| 4.                                           | Robert Gesink        | BEL    | 6      |
| 5.                                           | Giampaolo Caruso     | KAT    | 4      |

## Wyniki etapu
| Miejsce | Zawodnik                | Państwo           | Zespół                               | Czas       | Bon.  | Pkt. |
| ------- | ----------------------- | ----------------- | ------------------------------------ | ---------- | ----- | ---- |
| 1.      | Rafał Majka             | Polska            | Tinkoff-Saxo                         | 4h 40' 58" | –10 s | 20   |
| 2.      | Beñat Intxausti         | Hiszpania         | Movistar Team                        | + 10"      | –6 s  | 19   |
| 3.      | Ion Izagirre            | Hiszpania         | Movistar Team                        | + 10"      | –4 s  | 18   |
| 4.      | Christophe Riblon       | Francja           | Ag2r-La Mondiale                     | + 19”      | —     | 17   |
| 5.      | Przemysław Niemiec      | Polska            | Lampre-Merida                        | + 20"      | —     | 16   |
| 6.      | Wout Poels              | Holandia          | Omega Pharma-Quick-Step Cycling Team | + 20"      | —     | 15   |
| 7.      | Warren Barguil          | Francja           | Team Giant-Shimano                   | + 20"      | —     | 14   |
| 8.      | Robert Gesink           | Holandia          | Belkin Pro Cycling Team              | + 20"      | —     | 13   |
| 9.      | Giampaolo Caruso        | Włochy            | Team Katusha                         | + 20"      | —     | 12   |
| 10.     | Gianluca Brambilla      | Włochy            | Omega Pharma-Quick-Step Cycling Team | + 26"      | —     | 11   |
| 11.     | Dominik Nerz            | Niemcy            | BMC Racing Team                      | + 27"      | —     | 10   |
| 12.     | Marek Rutkiewicz        | Polska            | CCC Polsat Polkowice                 | + 27"      | —     | 9    |
| 13.     | Lars Petter Nordhaug    | Norwegia          | Belkin Pro Cycling Team              | + 42"      | —     | 8    |
| 14.     | Davide Formolo          | Włochy            | Cannondale Pro Cycling               | + 48"      | —     | 7    |
| 15.     | Petr Vakoč              | Czechy            | Omega Pharma-Quick-Step Cycling Team | + 48"      | —     | 6    |
| 16.     | Oliver Zaugg            | Szwajcaria        | Tinkoff-Saxo                         | + 48"      | —     | 5    |
| 17.     | Samuel Sánchez          | Hiszpania         | BMC Racing Team                      | + 48"      | —     | 4    |
| 18.     | Philip Deignan          | Irlandia          | Team Sky                             | + 48"      | —     | 3    |
| 19.     | Andrey Amador           | Kostaryka         | Movistar Team                        | + 48"      | —     | 2    |
| 20.     | Davide Rebellin         | Włochy            | CCC Polsat Polkowice                 | + 1' 11"   | —     | 1    |
| 21.     | Ryder Hesjedal          | Kanada            | Garmin-Sharp                         | + 1' 13"   | —     | —    |
| 22.     | Maxime Bouet            | Francja           | Ag2r-La Mondiale                     | + 2 '46"   | —     | —    |
| 23.     | Alexis Vuillermoz       | Francja           | Ag2r-La Mondiale                     | + 2 '46"   | —     | —    |
| 24.     | Davide Villella         | Włochy            | Cannondale Pro Cycling               | + 2 '46"   | —     | —    |
| 25.     | Jose Cayetano Sarmiento | Kolumbia          | Cannondale Pro Cycling               | + 2 '46"   | —     | —    |
| 26.     | Ilnur Zakarin           | Rosja             | Team RusVelo                         | + 2 '46"   | —     | —    |
| 27.     | Mattia Cattaneo         | Włochy            | Lampre-Merida                        | + 2 '46"   | —     | —    |
| 28.     | Maxime Monfort          | Belgia            | Lotto-Belisol                        | + 2 '46"   | —     | —    |
| 29.     | Pim Ligthart            | Holandia          | Lotto-Belisol                        | + 4 '42"   | —     | —    |
| 30.     | Larry Warbasse          | Stany Zjednoczone | BMC Racing Team                      | + 4 '42"   | —     | —    |

## Klasyfikacje po 6. etapie
| Klasyfikacja generalna | Klasyfikacja generalna | Klasyfikacja generalna | Klasyfikacja generalna               | Klasyfikacja generalna |
| Miejsce                | Zawodnik               | Państwo                | Zespół                               | Czas                   |
| ---------------------- | ---------------------- | ---------------------- | ------------------------------------ | ---------------------- |
|                        | Rafał Majka            | Polska                 | Tinkoff-Saxo                         | 29h 46' 17             |
| 2.                     | Beñat Intxausti        | Hiszpania              | Movistar Team                        | +18"                   |
| 3.                     | Ion Izagirre           | Hiszpania              | Movistar Team                        | +22"                   |
| 4.                     | Christophe Riblon      | Francja                | Ag2r-La Mondiale                     | +39"                   |
| 5.                     | Giampaolo Caruso       | Włochy                 | Team Katusha                         | +40"                   |
| 6.                     | Robert Gesink          | Holandia               | Belkin Pro Cycling Team              | +40"                   |
| 7.                     | Warren Barguil         | Francja                | Team Giant-Shimano                   | +40"                   |
| 8.                     | Przemysław Niemiec     | Polska                 | Lampre-Merida                        | +40"                   |
| 9.                     | Gianluca Brambilla     | Włochy                 | Omega Pharma-Quick-Step Cycling Team | +46"                   |
| 10.                    | Marek Rutkiewicz       | Polska                 | CCC Polsat Polkowice                 | +47"                   |
| 11.                    | Petr Vakoč             | Czechy                 | Omega Pharma-Quick-Step Cycling Team | +57"                   |
| 12.                    | Wout Poels             | Holandia               | Omega Pharma-Quick-Step Cycling Team | +1' 06"                |
| 13.                    | Davide Formolo         | Włochy                 | Cannondale Pro Cycling               | +1' 08"                |
| 14.                    | Andrey Amador          | Kostaryka              | Movistar Team                        | +1' 08"                |
| 15.                    | Samuel Sánchez         | Hiszpania              | BMC Racing Team                      | +1' 08"                |
| 16.                    | Dominik Nerz           | Niemcy                 | BMC Racing Team                      | +1' 13"                |
| 17.                    | Philip Deignan         | Irlandia               | Team Sky                             | +1' 25"                |
| 18.                    | Ryder Hesjedal         | Kanada                 | Garmin-Sharp                         | +1' 33"                |
| 19.                    | Davide Rebellin        | Włochy                 | CCC Polsat Polkowice                 | +1' 43"                |
| 20.                    | Maxime Bouet           | Francja                | Ag2r-La Mondiale                     | +3' 06"                |
|                        |                        |                        |                                      |                        |
| 35.                    | Paweł Cieślik          | Polska                 | Reprezentacja Polski                 | +7' 59"                |
| 39.                    | Sylwester Szmyd        | Polska                 | Movistar Team                        | +11' 26"               |
| 41.                    | Tomasz Marczyński      | Polska                 | CCC Polsat Polkowice                 | +11' 33"               |
| 45.                    | Paweł Poljański        | Polska                 | Tinkoff-Saxo                         | +12' 29"               |
| 47.                    | Kamil Zieliński        | Polska                 | Reprezentacja Polski                 | +12' 30"               |

| Klasyfikacja punktowa | Klasyfikacja punktowa | Klasyfikacja punktowa | Klasyfikacja punktowa                | Klasyfikacja punktowa |
| Miejsce               | Zawodnik              | Państwo               | Zespół                               | Punkty                |
| --------------------- | --------------------- | --------------------- | ------------------------------------ | --------------------- |
|                       | Jauhienij Hutarowicz  | Białoruś              | Ag2r-La Mondiale                     | 66 pkt.               |
| 2.                    | Michael Matthews      | Australia             | Orica GreenEdge                      | 47 pkt.               |
| 3.                    | Nikolas Maes          | Belgia                | Omega Pharma-Quick-Step Cycling Team | 42 pkt.               |
| 4.                    | Rafał Majka           | Polska                | Tinkoff-Saxo                         | 40 pkt.               |
| 5.                    | Boris Vallee          | Belgia                | Lotto-Belisol                        | 38 pkt.               |
| 6.                    | Beñat Intxausti       | Hiszpania             | Movistar Team                        | 38 pkt.               |
| 7.                    | Gianluca Brambilla    | Włochy                | Omega Pharma-Quick-Step Cycling Team | 37 pkt.               |
| 8.                    | Davide Formolo        | Włochy                | Cannondale Pro Cycling               | 37 pkt.               |
| 9.                    | Ion Izagirre          | Hiszpania             | Movistar Team                        | 36 pkt.               |
| 10.                   | Jonas Van Genechten   | Belgia                | Lotto-Belisol                        | 33 pkt.               |

| Klasyfikacja górska | Klasyfikacja górska  | Klasyfikacja górska | Klasyfikacja górska                  | Klasyfikacja górska |
| Miejsce             | Zawodnik             | Państwo             | Zespół                               | Punkty              |
| ------------------- | -------------------- | ------------------- | ------------------------------------ | ------------------- |
|                     | Maciej Paterski      | Polska              | CCC Polsat Polkowice                 | 81 pkt.             |
| 2.                  | Christian Meier      | Kanada              | Orica GreenEdge                      | 56 pkt.             |
| 3.                  | Siergiej Łagutin     | Rosja               | Team RusVelo                         | 24 pkt.             |
| 4.                  | Lars Petter Nordhaug | Norwegia            | Belkin Pro Cycling Team              | 20 pkt.             |
| 5.                  | Warren Barguil       | Francja             | Team Giant-Shimano                   | 19 pkt.             |
| 6.                  | Alexis Vuillermoz    | Francja             | Ag2r-La Mondiale                     | 18 pkt.             |
| 7.                  | Damiano Caruso       | Włochy              | Cannondale Pro Cycling               | 14 pkt.             |
| 8.                  | Davide Malacarne     | Włochy              | Team Europcar                        | 13 pkt.             |
| 9.                  | Pieter Weening       | Holandia            | Orica GreenEdge                      | 10 pkt.             |
| 10.                 | Wout Poels           | Holandia            | Omega Pharma-Quick-Step Cycling Team | 10 pkt.             |

| Klasyfikacja najaktywniejszych | Klasyfikacja najaktywniejszych | Klasyfikacja najaktywniejszych | Klasyfikacja najaktywniejszych       | Klasyfikacja najaktywniejszych |
| Miejsce                        | Zawodnik                       | Państwo                        | Zespół                               | Punkty                         |
| ------------------------------ | ------------------------------ | ------------------------------ | ------------------------------------ | ------------------------------ |
|                                | Matthias Krizek                | Austria                        | Cannondale Pro Cycling               | 11 pkt.                        |
| 2.                             | Petr Vakoč                     | Czechy                         | Omega Pharma-Quick-Step Cycling Team | 6 pkt.                         |
| 3.                             | Paweł Bernas                   | Polska                         | Reprezentacja Polski                 | 6 pkt.                         |
| 4.                             | Maciej Paterski                | Polska                         | CCC Polsat Polkowice                 | 6 pkt.                         |
| 5.                             | Mateusz Taciak                 | Polska                         | CCC Polsat Polkowice                 | 5 pkt.                         |
| 6.                             | Jimmy Engoulvent               | Francja                        | Team Europcar                        | 4 pkt.                         |
| 7.                             | Kamil Gradek                   | Polska                         | CCC Polsat Polkowice                 | 4 pkt.                         |
| 8.                             | Joshua Edmondson               | Wielka Brytania                | Team Sky                             | 3 pkt.                         |
| 9.                             | Salvatore Puccio               | Włochy                         | Team Sky                             | 2 pkt.                         |
| 10.                            | Przemysław Kasperkiewcz        | Polska                         | Reprezentacja Polski                 | 2 pkt.                         |

| Klasyfikacja drużynowa | Klasyfikacja drużynowa               | Klasyfikacja drużynowa | Klasyfikacja drużynowa | Klasyfikacja drużynowa |
| Miejsce                | Zespół                               | Państwo                | Czas                   |                        |
| ---------------------- | ------------------------------------ | ---------------------- | ---------------------- | ---------------------- |
| 1.                     | Movistar Team                        | Hiszpania              | 89h 20' 59"            |                        |
| 2.                     | Omega Pharma-Quick-Step Cycling Team | Belgia                 | +31"                   |                        |
| 3.                     | BMC Racing Team                      | Stany Zjednoczone      | +4' 58"                |                        |
| 4.                     | Ag2r-La Mondiale                     | Francja                | +5' 37"                |                        |
| 5.                     | Cannondale Pro Cycling               | Włochy                 | +6' 07"                |                        |
| 6.                     | CCC Polsat Polkowice                 | Polska                 | +11' 55"               |                        |
| 7.                     | Lampre-Merida                        | Włochy                 | +14' 17"               |                        |
| 8.                     | Team Giant-Shimano                   | Holandia               | +14' 43"               |                        |
| 9.                     | Tinkoff-Saxo                         | Rosja                  | +15' 17"               |                        |
| 10.                    | Lotto-Belisol                        | Belgia                 | +15' 58"               |                        |